# Rachovia hummelincki
Rachovia hummelincki är en fiskart som beskrevs av De Beaufort, 1940. Rachovia hummelincki ingår i släktet Rachovia och familjen Rivulidae. Inga underarter finns listade i Catalogue of Life.